# Европско првенство у атлетици на отвореном 2016 — штафета 4 x 400 метара за жене
Трка штафета 4 х 400 метара у женској конкуренцији на Европском првенству у атлетици 2016. у Амстердаму одржано је 9. и 10. јула на Олимпијском стадиону.
Титулу освојену у Цириху 2014, бранила је штафета Уједињеног Краљевства.

## Земље учеснице
Учествовале су 70 такмичарки из 16 земаља.
1. Белорусија (4)
2. Грчка (4)
3. Ирска (4)
4. Италија (4)
5. Португалија (4)
6. Немачка (4)
7. Норвешка (4)
8. Пољска (6)
9. Румунија (4)
10. Словачка (4)
11. Турска (4)
12. Уједињено Краљевство (6)
13. Украјина (4)
14. Француска (6)
15. Холандија (4)
16. Шпанија (4)

## Освајачи медаља
|                                                                                  |                                                                     |                                                                                      |
| Емили Дајамонд, Ањика Онура, Ајлид Дојл, Серен Банди-Дејвис Уједињено Краљевство | Фара Анаршарси, Brigitte Ntiamoah, Мари Гајо, Флорија Геј Француска | Марија Бенедикта Чигболу, Марија Енрика Спача, Кјара Бацони, Либанија Гренот Италија |

## Рекорди
| Рекорди пре почетка Европског првенства 2016.     | Рекорди пре почетка Европског првенства 2016.                                          | Рекорди пре почетка Европског првенства 2016. | Рекорди пре почетка Европског првенства 2016. | Рекорди пре почетка Европског првенства 2016. |
| ------------------------------------------------- | -------------------------------------------------------------------------------------- | --------------------------------------------- | --------------------------------------------- | --------------------------------------------- |
| Олимпијски рекорди                                | Совјетски Савез · (Татјана Ледовскаја, Олга Назарова, Марија Кулчунова, Олга Бризгина) | 3:15,17                                       | Сеул, Јужна Кореја                            | 1. октобар 1988.                              |
| Светски рекорд                                    | Совјетски Савез · (Татјана Ледовскаја, Олга Назарова, Марија Кулчунова, Олга Бризгина) | 3:15,17                                       | Сеул, Јужна Кореја                            | 1. октобар 1988.                              |
| Европски рекорд                                   | Совјетски Савез · (Татјана Ледовскаја, Олга Назарова, Марија Кулчунова, Олга Бризгина) | 3:15,17                                       | Сеул, Јужна Кореја                            | 1. октобар 1988.                              |
| Рекорд европских првенстава                       | Источна Немачка · (Кирстен Емелман, Сабине Буш, Петра Милер, Марита Кох)               | 3:16,87                                       | Штутгарт, Западна Немачка                     | 31. август 1986.                              |
| Најбољи светски резултат сезоне                   | Сједињене Државе · Универзитет Луизјана ·                                              | 3:25,48                                       | Лоренс, САД                                   | 28. мај 2016.                                 |
| Најбољи европски резултат сезоне                  | Велика Британија ·                                                                     | 3:28,62                                       | Регензбург, Немачка                           | 5. јун 2016.                                  |
| Рекорди после завршеног Европског првенства 2016. |                                                                                        |                                               |                                               |                                               |
| Најбољи европски резултат сезоне                  | Велика Британија · Ајлид Дојл, Маргарет Адеоје, Кели Масеј, Серен Банди-Дејвис         | 3:26,42                                       | Амстердам, Холандија                          | 9. јул 2016.                                  |
| Најбољи светски резултат сезоне                   | Велика Британија · Емили Дајамонд, Ањика Онура, Ајлид Дојл, Серен Банди-Дејвис         | 3:25,05                                       | Амстердам, Холандија                          | 10. јул 2016.                                 |
| Најбољи европски резултат сезоне                  | Велика Британија · Емили Дајамонд, Ањика Онура, Ајлид Дојл, Серен Банди-Дејвис         | 3:25,05                                       | Амстердам, Холандија                          | 10. јул 2016.                                 |

## Сатница
| Датум         | Време | Коло          |
| ------------- | ----- | ------------- |
| 9. јул 2016.  | 13:55 | Квалификације |
| 10. јул 2016. | 18:40 | Финале        |

## Резултати

### Квалификације
У квалификацијама су учествовале 16 екипа, подељене у 2 групе. У финале су се пласирале по три првопласиране из група (КВ) и две на основу постигнутог резултата (кв).,
| Поз. | Гру. | Ста. | Штафета              | Атлетичарке                                                                  | НР      | Вр.     | Бел.         |
| ---- | ---- | ---- | -------------------- | ---------------------------------------------------------------------------- | ------- | ------- | ------------ |
| 1.   | 1    | 6    | Уједињено Краљевство | Ајлид Дојл, Маргарет Адеоје, Кели Масеј, Серен Банди-Дејвис                  | 3:20,04 | 3:26,42 | КВ, ЕРС, НРС |
| 2.   | 1    | 7    | Пољска               | Евелина Птак, Мартина Дабровска , Ига Баумгарт, Патриција Вићшкиевич         | 3:24,49 | 3:27,72 | КВ, НРС      |
| 3.   | 2    | 1    | Украјина             | Јулија Олишевска, Олга Бибик , Татјана Мељник, Олга Земљак                   | 3:21,94 | 3:27,75 | КВ           |
| 4.   | 2    | 7    | Немачка              | Лаура Милер, Фредерика Мохленкамп, Лара Хофман, Рут Софија Спелмајер         | 3:15,92 | 3:28,03 | КВ, НРС      |
| 5.   | 2    | 6    | Француска            | Мари Гајо, Brigitte Ntiamoah, Агнес Рахаролахи, Елеа Маријама Дијара         | 3:22,34 | 3:28,38 | КВ, НРС      |
| 6.   | 2    | 8    | Румунија             | Аделина Пастор, Анамарија Јонита, Санда Белгиан, Андреа Миклош               | 3:25,68 | 3:29,08 | кв, НРС      |
| 7.   | 2    | 4    | Холандија            | Ники ван Леуверен, Лисане де Вите, Ева Ховенкамп, Лаура Де Вите              | 3:33,01 | 3:29,18 | кв, НР       |
| 8.   | 1    | 3    | Италија              | Марија Бенедикта Чигболу, Марија Енрика Спача, Кјара Бацони, Елена Бонфанти  | 3:25,71 | 3:29,57 | КВ, НРС      |
| 9.   | 1    | 8    | Белорусија           | Елена Кијевич, Јулија Јуренија, Кацјарина Каирулина, Илона Усович            | 3:21,85 | 3:31,23 | НРС          |
| 10.  | 2    | 5    | Грчка                | Екатерини Далака, Ана Василиоу, Деспина Моурта, Ирини Василиоу               | 3:26,33 | 3:31,66 | НРС          |
| 10.  | 1    | 2    | Словачка             | Силвија Салговичова, Александра Штукова, Александра Безекова, Ивета Путалова | 3:35,03 | 3:31,66 | НР           |
| 12.  | 1    | 3    | Норвешка             | Бенедикт Хауге, Сара Доротеа Јенсен, Ида Баке Хансен, Лајн Клостер           | 3:32,76 | 3:31,73 | НР           |
| 13.  | 1    | 5    | Португалија          | Ривинилда Ментаи, Филипа Мартинс, Катја Езеведо, Дороте Евора                | 3:29,38 | 3:32,48 | НРС          |
| 14.  | 2    | 2    | Шпанија              | Лаура Буено, Аури Лорена Бокеса, Барбара Камблор, Geraxane Ussia             | 3:27,57 | 3:33,57 | НРС          |
| 15.  | 2    | 3    | Ирска                | Синеад Дени, Фил Хили, Џена Бромел, Ciara McCallion                          | 3:27,48 | 3:34,02 | НРС          |
| 16.  | 1    | 4    | Турска               | Берфе Санџак, Мерием Касап, Емел Санли, Елиф Јилдирим                        | 3:29,40 | 3:38,47 |              |

### Финале
Такмичење је одржано 10. јула 2016. године у 18:40.,
| Пласман | Стаза | Штафета              | Атлетичарке                                                                  | Време   | Белешке       |
| ------- | ----- | -------------------- | ---------------------------------------------------------------------------- | ------- | ------------- |
|         | 5     | Уједињено Краљевство | Емили Дајамонд, Ањика Онура, Ајлид Дојл, Серен Банди-Дејвис                  | 3:25,05 | СРС, ЕРС, НРС |
|         | 8     | Француска            | Фара Анаршарси, Brigitte Ntiamoah, Мари Гајо, Флорија Геј                    | 3:25,96 | НРС           |
|         | 7     | Италија              | Марија Бенедикта Чигболу, Марија Енрика Спача, Кјара Бацони, Либанија Гренот | 3:27,49 | НРС           |
| 4.      | 3     | Пољска               | Евелина Птак, Малгожата Холуб, Патриција Вићшкиевич, Јустина Свјенти         | 3:27,60 | НРС           |
| 5.      | 4     | Немачка              | Лаура Милер, Фредерика Мохленкамп, Лара Хофман, Рут Софија Спелмајер         | 3:27,60 | НРС           |
| 6.      | 6     | Украјина             | Јулија Олишевска, Олга Бибик, Татјана Мељник, Олга Земљак                    | 3:27,64 | НРС           |
| 7.      | 2     | Холандија            | Лаура Де Вите, Лисане де Вите, Ева Ховенкамп, Ники ван Леуверен              | 3:29,23 |               |
| 8.      | 1     | Румунија             | Аделина Пастор, Анамарија Јонита, Санда Белгиан, Андреа Миклош               | 3:30,63 |               |